# Риткяярви
Ри́ткяя́рви (Риткя-ярви, Питкяярви; фин. Pitkäjärvi) — озеро на территории Мийнальского сельского поселения Лахденпохского района.
Площадь озера — 0,5 км². Располагается на высоте 9,0 метров над уровнем моря.
Форма озера продолговатая: вытянуто с северо-запада на юго-восток. Берега возвышенные, скалистые.
Из озера вытекает безымянная протока. впадающая в Ладожское озеро.
Населённые пункты возле озера отсутствуют. Ближайший — посёлок Микли — расположен в 2 км к западу от озера.
Название озера переводится с финского языка как «длинное озеро».
Код объекта в государственном водном реестре — 01040300211102000013070.